# Müller (brazil labdarúgó)
Luís Antônio Corrêa da Costa, becenevén Müller (Campo Grande, 1966. január 31. –) brazil válogatott labdarúgó.
A brazil válogatott tagjaként részt vett az 1986-os és as 1990-es és as 1994-es világbajnokságon.

## Pályafutása

### Klubcsapatokban
Karrierje legsikeresebb időszakát a brazil São Paulo csapatában játszotta, 158 góljával a klub történetének egyik legeredményesebb játékosa. Ahol 1986-ban és 1991-ben Brazil bajnok lett, 1992-ben és 1993-ban Copa Libertadorest nyert, valamint
csapatkapitányként 1992-ben és 1993-ban megnyerte a klubbal az Interkontinentális kupát. Az 1993-as döntőben az AC Milan csapata ellen megnyert mérkőzésen a harmadik gólt ő szerezte Tokióban. Játszott még olaszországban a Torino csapatában illetve más brazil csapatban is, mint pl. a Cruzeiroban. Profi pályafutását 2004-ben fejezte be.

## Profi pályafutása után
Miután 2004-ben visszavonult a profi labdarúgástól televizíós futballkommentátorként dolgozott.

## Magánélete
Testvére Cocada szintén labdarúgó volt.

## Statisztika

### Klubcsapatokban
| Klub                     | Szezon         | League         | League          | League |
| Klub                     | Szezon         | Bajnokság      | Pályára lépések | Gólok  |
| ------------------------ | -------------- | -------------- | --------------- | ------ |
| São Paulo                | 1984           | Série A        | 0               | 0      |
| São Paulo                | 1985           | Série A        | 15              | 4      |
| São Paulo                | 1986           | Série A        | 30              | 11     |
| São Paulo                | 1987           | Série A        | 15              | 10     |
| São Paulo                | 1988           | Série A        | 0               | 0      |
| São Paulo                | Összesen       | Összesen       | 60              | 25     |
| Torino                   | 1988–89        | Serie A        | 31              | 11     |
| Torino                   | 1989–90        | Serie B        | 27              | 11     |
| Torino                   | 1990–91        | Serie A        | 7               | 2      |
| Torino                   | Összesen       | Összesen       | 65              | 24     |
| São Paulo                | 1991           | Série A        | 7               | 3      |
| São Paulo                | 1992           | Série A        | 17              | 5      |
| São Paulo                | 1993           | Série A        | 12              | 3      |
| São Paulo                | 1994           | Série A        | 5               | 2      |
| São Paulo                | Összesen       | Összesen       | 41              | 18     |
| Kasiva Reysol            | 1994           | Futball League | 13              | 3      |
| Kasiva Reysol            | 1995           | J1 League      | 11              | 5      |
| Kasiva Reysol            | Összesen       | Összesen       | 24              | 8      |
| Palmeiras (kölcsönben)   | 1995           | Série A        | 20              | 8      |
| São Paulo                | 1996           | Série A        | 20              | 11     |
| Perugia                  | 1996–97        | Serie A        | 6               | 0      |
| Santos                   | 1997           | Série A        | 27              | 10     |
| Cruzeiro                 | 1998           | Série A        | 22              | 5      |
| Cruzeiro                 | 1999           | Série A        | 16              | 2      |
| Cruzeiro                 | 2000           | Série A        | 2               | 0      |
| Cruzeiro                 | Összesen       | Összesen       | 40              | 7      |
| Corinthians (kölcsönben) | 2000           | Série A        | 6               | 1      |
| São Paulo                | 2001           | Série A        | 0               | 0      |
| São Caetano              | 2001           | Série A        | 15              | 4      |
| São Caetano              | 2002           | Série A        | 0               | 0      |
| São Caetano              | Összesen       | Összesen       | 15              | 4      |
| Tupi                     | 2003           |                | 0               | 0      |
| Portuguesa Desportos     | 2003           | Série B        | 7               | 1      |
| Ipatinga                 | 2004           | Série C        | 0               | 0      |
| Teljes karrier           | Teljes karrier | Teljes karrier | 331             | 112    |

### A válogatottban
| Brazília | Brazília | Brazília |
| Időszak  | Mérk.    | gól      |
| -------- | -------- | -------- |
| 1986     | 12       | 1        |
| 1987     | 10       | 2        |
| 1988     | 3        | 1        |
| 1989     | 3        | 0        |
| 1990     | 7        | 3        |
| 1991     | 1        | 1        |
| 1992     | 2        | 0        |
| 1993     | 12       | 4        |
| 1994     | 4        | 0        |
| 1995     | 0        | 0        |
| 1996     | 0        | 0        |
| 1997     | 1        | 0        |
| 1998     | 1        | 0        |
| Összesen | 56       | 12       |